# モーリス・ジャンドロン
モーリス・ジャンドロン（Maurice Gendron, 1920年12月26日-1990年8月20日）は、フランスのチェリスト・指揮者。

## 経歴

### 幼少期

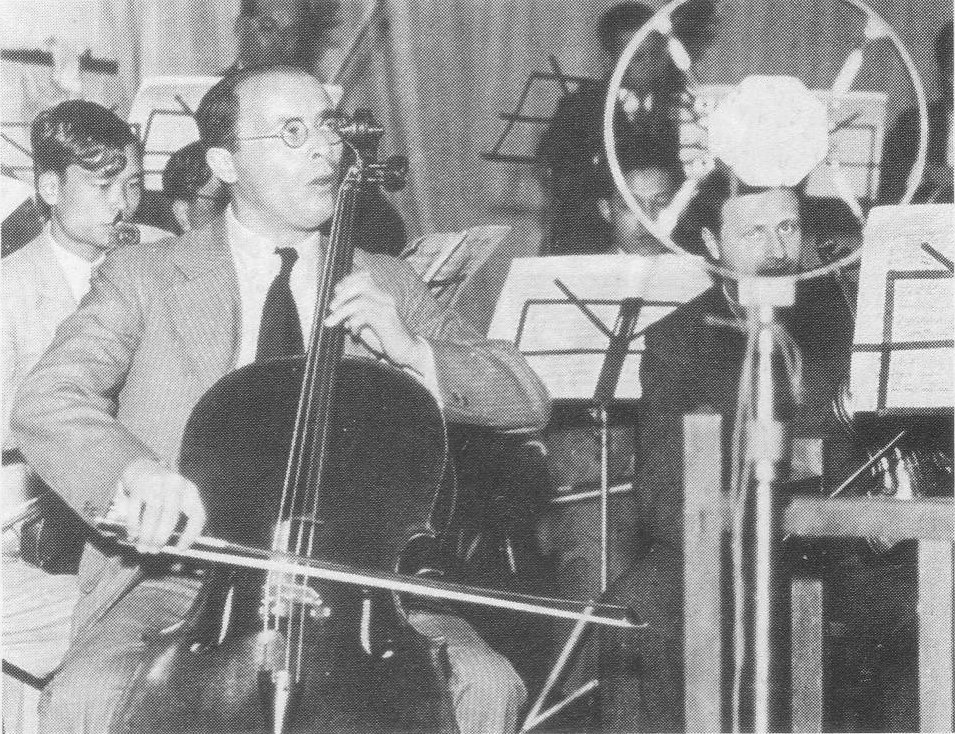
憧れのチェリストエマーヌエル・フォイアーマン (1934年)

1920年、ニースの貧しい家庭に生まれる。母は映画館でヴァイオリンを弾いており、モーリス少年が初めて音楽を聴いたのはこの映画館であった。賢い子どもであったモーリス少年は、3歳で楽譜が読めるようになり、4歳からヴァイオリンをはじめたが、あまり好きにはなれなかった。ただ、5歳の時にもらった4分の1サイズのチェロは気に入った。最初のチェロの師ステファーヌ・オドゥロは、モーリスが10歳のときにエマーヌエル・フォイアーマンのコンサートに連れて行ったところ、モーリスは大いに感動し、生涯フォイアーマンを尊敬するようになった。
なお、のちにフォイアーマンと会う機会は何度かあり、フォイアーマン自身から弟子になるよう言われたこともあったが、経済的な理由でかなわなかった。

### 学生時代

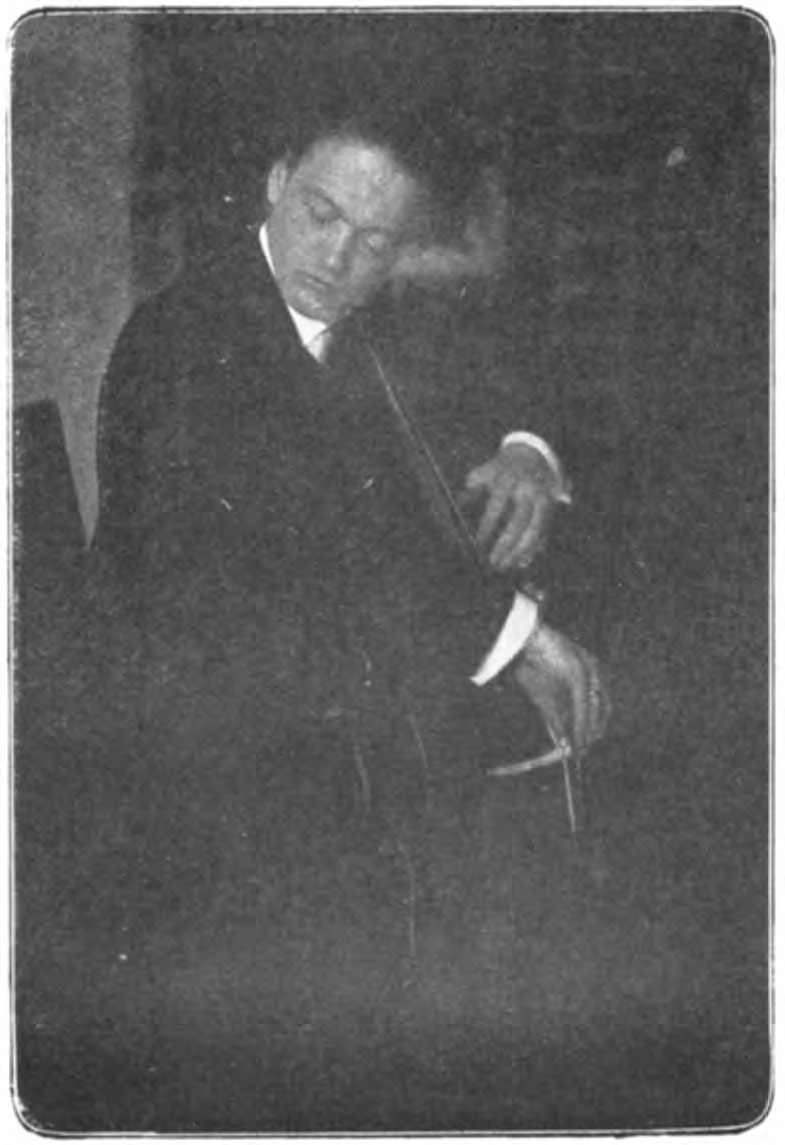
パリでの師ジェラール・エッキャン (1911年)

11歳よりニース音楽院でジャン・マンゴットに学び、14歳で1等賞を得て卒業した。17歳の時にはチェロを借り、鉄道切符と1000フランをもらってパリ音楽院でジェラール・エッキャンに師事するようになった。ただし生活は苦しく、暖房のない部屋に暮らしながら新聞を売って生計を立てなくてはならず、第二次世界大戦期は栄養失調で兵役を免除されるほどであった。それでもなおジャンドロンはレジスタンス運動に加わってドイツでの演奏を拒否しており、危うく収容所に送られそうになった。
パリでは、ピアニストのジャン・ヌヴー（ヴァイオリニストのジネット・ヌヴーの兄）との私的演奏会を通じて交友関係を築き、ジャン・コクトー、ジョルジュ・ブラック、マルク・シャガール、パブロ・ピカソらと知り合いになった。また、多くの音楽家とも知り合ったが、その中でもフランシス・プーランク、ジャン・フランセはジャンドロンの音楽観に大きな影響を与えており、特にフランセとは、25年以上ともにリサイタルを行った。フランセの他にはディヌ・リパッティとも交流しており、レコードをつくる計画もあったが、リパッティが早逝したため果たされなかった。
また、ロジェ・デゾルミエール，ヘルマン・シェルヘン，ウィレム・メンゲルベルクから指揮法を教わっている。

### 戦後の活躍

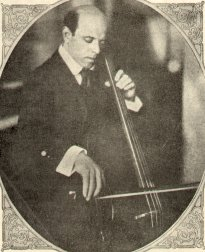
チェリスト・指揮者のパブロ・カザルス (1922年)

1940年に最優秀の成績でパリ音楽院を卒業して以降、戦争のために演奏活動が妨げられていたが、戦争が終わった直後、ジャンドロンは美術史家のケネス・クラークの紹介で、パリでベンジャミン・ブリテンとピーター・ピアーズと会った。その縁で、1945年12月2日にロンドンのウィグモア・ホールでブリテンを伴奏者にしたリサイタルを行い、ソロ・デビューを果たした。同じく12月には、ワルター・ジュスキントが指揮するロンドン・フィルハーモニー管弦楽団とともに、プロコフィエフの『チェロ協奏曲第1番』のイギリス初演を行った。こうしてジャンドロンのキャリアは開始した。なお、元々はチェロの弦としてガット弦を用いていたが、途中でスチール弦に切り替えている
その後は、ブリテンとピアーズとの縁でオールドバラ音楽祭に出演したり、尊敬するフォイアーマンの追悼演奏会でニューヨーク・デビューを果たしたり、ユーディ・メニューイン、ヘフツィバー・メニューインの兄妹と25年以上にわたってトリオで活動したりした。
また、著名なチェリストのパブロ・カザルスと交流するようになり、プラドのカザルス音楽祭に参加して教えを受けた。のちにはカザルスの指揮で協奏曲の録音も行っている。これはジャンドロンからの要望であり、フィリップス社がジャンドロンに、ボッケリーニの変ロ長調の協奏曲とハイドンの『チェロ協奏曲第2番』をラムルー管弦楽団と録音するよう依頼した際、指揮者をカザルスとするよう伝えている。なお、この録音ではジャンドロンがドレスデン国立図書館で発見したオリジナルのスコアが用いられた。
また、チェリストとしての活動以外にも、ロンドン・フィルハーモニー管弦楽団、ラムルー管弦楽団、ボーンマス交響楽団の指揮を行った。
1990年8月20日、パリ近郊にて死去。

## 楽譜出版
ボッケリーニやハイドン、ダヴィドフのチェロ協奏曲の新版を出版し、自身によるいくつかのカデンツァを加えつつ編曲を行った。

## 教育活動
1954年から1971年まではザールブリュッケン音楽大学で、1970年からはポール・トルトゥリエの後任としてパリ音楽院で教鞭をとった。そのほかにも、ザルツブルクのモーツァルテウム、サン・ジャン・ド・リューズのモーリス・ラヴェル・アカデミー、サリーのメニューイン・スクールで指導をした。教えるさいは、フォイアマンの教えを弟子に伝えるよう努めた。

## 評価
バッハの『無伴奏チェロ組曲』の録音は、1965年にACCディスク大賞を受賞した。また、指揮者カザルスと共演したディスクはアムステルダムで「エジソン賞」を、パリで「ディスク大賞」を受賞した。